# Байгазіно
Байга́зіно (рос. Байгазино, башк. Байғаҙы) — присілок у складі Бурзянського району Башкортостану, Росія. Адміністративний центр Байгазінської сільської ради.
Населення — 360 осіб (2010; 409 в 2002).
Національний склад:
- башкири — 100%